# 9905 Тіціано
9905 Тіціано (9905 Tiziano) — астероїд головного поясу, відкритий 24 вересня 1960 року.
Тіссеранів параметр щодо Юпітера — 3,480.